# Ayometitla
Ayometitla är en ort i Mexiko.   Den ligger i kommunen Santa Cruz Quilehtla och delstaten Tlaxcala, i den sydöstra delen av landet, 100 km öster om huvudstaden Mexico City. Ayometitla ligger 2 327 meter över havet och antalet invånare är 1 841.
Terrängen runt Ayometitla är platt åt nordväst, men åt sydost är den kuperad. Terrängen runt Ayometitla sluttar västerut. Runt Ayometitla är det mycket tätbefolkat, med 1 632 invånare per kvadratkilometer. Närmaste större samhälle är Puebla de Zaragoza, 18,8 km söder om Ayometitla. I omgivningarna runt Ayometitla växer huvudsakligen savannskog.